# Клірлейк-Рив'єра (Каліфорнія)
Клірлейк-Рив'єра (англ. Clearlake Riviera) — переписна місцевість (CDP) в США, в окрузі Лейк штату Каліфорнія. Населення — 3410 осіб (2020).

## Географія
Клірлейк-Рив'єра розташований за координатами 38°57′5″ пн. ш. 122°43′20″ зх. д. / 38.95139° пн. ш. 122.72222° зх. д. (38.951383, -122.722243).  За даними Бюро перепису населення США в 2010 році переписна місцевість мала площу 13,53 км², з яких 13,53 км² — суходіл та 0,00 км² — водойми.

## Демографія
Згідно з переписом 2010 року, у переписній місцевості мешкало 3090 осіб у 1224 домогосподарствах у складі 819 родин. Густота населення становила 228 осіб/км².  Було 1557 помешкань (115/км²).
Расовий склад населення:
| - 85,5 % — білих - 2,4 % — корінних американців - 1,3 % — азіатів - 1,2 % — чорних або афроамериканців - 0,2 % — вихідців з тихоокеанських островів - 5,4 % — осіб інших рас |

До двох чи більше рас належало 4,1 %. Частка іспаномовних становила 13,7 % від усіх жителів.
За віковим діапазоном населення розподілялося таким чином: 24,2 % — особи молодші 18 років, 62,6 % — особи у віці 18—64 років, 13,2 % — особи у віці 65 років та старші. Медіана віку мешканця становила 40,3 року. На 100 осіб жіночої статі у переписній місцевості припадало 96,2 чоловіків;  на 100 жінок у віці від 18 років та старших — 95,1 чоловіків також старших 18 років.
Середній дохід на одне домашнє господарство  становив 58 738 доларів США (медіана — 44 637), а середній дохід на одну сім'ю — 70 363 долари (медіана — 49 010). За межею бідності перебувало 22,1 % осіб, у тому числі 20,6 % дітей у віці до 18 років та 0,0 % осіб у віці 65 років та старших.
Цивільне працевлаштоване населення становило 1139 осіб. Основні галузі зайнятості: освіта, охорона здоров'я та соціальна допомога — 18,7 %, транспорт — 14,7 %, публічна адміністрація — 12,2 %, будівництво — 11,9 %.